# Италия. Общее благо
Италия. Общее благо (итал. Italia. Bene Comune) — итальянская левоцентристская политическая коалиция, созданная в 2012 и распавшаяся в 2013 году.

## Создание
Коалиция «Италия. Общее благо» создана в 2012 году, в преддверии парламентских выборов 2013 года. В неё вошли Демократическая и Социалистическая партии, а также партия «Левые Экология Свобода». 25 ноября 2012 года состоялся первый тур предварительных выборов единого кандидата от коалиции на должность премьер-министра Италии, в которых приняли участие пять человек, трое из них представляли Демократическую партию: национальный секретарь Пьер Луиджи Берсани, член областного совета Венеция Лаура Пуппато и мэр Флоренции Маттео Ренци. Двумя другими были представитель Альянса за Италию Бруно Табаччи и глава администрации региона Апулия, лидер партии «Левые Экология Свобода» Ники Вендола. На каждом бюллетене для голосования значилось:

Мы, демократы и прогрессисты, признаём себя сторонниками республиканской Конституции, проекта общества мира, свободы, равенства, светскости, справедливости, прогресса и солидарности. Мы хотим внести свою лепту в изменение Италии, восстановление её институций, полноту её демократической жизни. Ради этого мы принимаем участие в предварительных выборах. Для того, чтобы выбрать единого кандидата демократических и прогрессистских сил, который должен возглавить правительство нашей страны.
Оригинальный текст (итал.)– Noi democratici e progressisti ci riconosciamo nella Costituzione repubblicana, in un progetto di società di pace, di libertà, di eguaglianza, di laicità, di giustizia, di progresso e di solidarietà. Vogliamo contribuire al cambiamento dell’Italia, alla ricostruzione delle sue istituzioni, alla pienezza sua della vita democratica. Per questo promuoviamo le elezioni primarie. Per scegliere il candidato comune dei democratici e dei progressisti alla guida del governo del nostro Paese.
— 
.
Ни один из кандидатов не заручился поддержкой абсолютного большинства избирателей: Ники Вендола получил 15,6 %, Пуппато — 2,6 %, Табаччи — 1,4 %. Победили Берсани (44,9 %) и Ренци (35,5 %), во втором туре 2 декабря 2012 года победил Берсани, получив 60,9 % против 39,1 % у Ренци.

## Парламентские выборы 2013 года
29 и 30 декабря 2012 года ДП и ЛЭС провели предварительные выборы кандидатов в депутаты на парламентских выборах 24-25 февраля 2013 года.
На выборах в Палату депутатов с ДП и ЛЭС объединились с «Демократическим центром» и ЮТНП (лидером объединения являлся Берсани), все партии блока вместе взятые получили 29,54 % голосов и 340 мест в нижней палате.
На выборах в Сенат коалицию во главе с Берсани составили ДП, ЛЭС, «Демократический центр», Мегафон – список Крочетта, ИСП, группа «За автономию» (ЮТНП, Союз Валле-д’Аоста, АПТТ, Союз за Трентино) и «Умеренные». В целом коалиция получила 31,6 % голосов и 113 мест в верхней палате парламента.

## Распад коалиции
Консультации по формированию нового правительства затянулись, Берсани не смог сформировать коалицию, и 24 апреля 2013 года на основе союза ДП с «Народом свободы» Сильвио Берлускони было создано правительство Летта, от участия в котором отказались партнёры ДП по коалиции «Общее благо».